# 西里爾·斯科特
西里爾·梅依爾·斯科特（英語：Cyril Meir Scott；1879年9月27日—1970年12月31日），英國作曲家、詩人、作家。

## 略歷
西里爾·斯科特出生於英國默西賽德郡的奧克斯頓市，父親是一名船員，以及古希臘與古希伯來的研究者，母親是一名業餘鋼琴演奏者。年少時即顯露出音樂的才華，年僅12歲時便進入法蘭克福音樂學院學習鋼琴。21歲時完成了第一部交響曲。
1902年，他結識了鋼琴家艾芙林·蘇爾特（Evelyn Suart），並與她訂下了長時間的藝術合作。蘇爾特從這之後的很長時期，為斯科特首演了許多他本人的鋼琴作品。斯科特還通過接觸艾芙林，對形而上學產生了興趣。斯科特也為她題獻了鋼琴作品《諧謔曲，Op.25》。
1921年，斯科特與蘿絲·羅蕾·阿拉蒂尼（Rose Laure Allatini）結婚，并育有兩子：薇薇安·瑪麗·斯科特和戴斯蒙德·西里爾·斯科特。但是他與阿拉蒂尼在第二次世界大戰時分居。1943年，他結識了瑪喬麗·哈特斯頓，并與她保持愛人關係直至晚年。
斯科特于1970年12月31日逝世。在他逝世的時候，他僅有幾部早期作品（例如鋼琴作品《蓮花鄉》）被人所熟知。然而近日，人們又開始逐漸地恢復了對西里爾·斯科特作品的興趣。

## 音樂風格
斯科特雖然大部分時間都生活在20世紀，但是是一名典型的晚期浪漫派作曲家，並且受到了比較深的印象派音樂的影響。他音樂作品中的和聲富有異國風格。雖然他的早起作品大部分過於甜美（阿爾班·貝爾格曾批評他的作品過於“感傷”），但是他的中期及後期作品則顯得個性化，並且變化多端。
斯科特寫了大約400首作品，其中近一半都是藝術歌曲以及鋼琴獨奏作品。這裡面還含有四首交響曲、兩首鋼琴協奏曲、四部歌劇、幾首序曲、小提琴、大提琴、羽管鍵琴與雙簧管的協奏曲，以及三首雙協奏曲（樂譜已遺失）。
斯科特被英國指揮家尤金·艾因斯利·古森斯評為“當代英國作曲家之父”，并受到諸如德彪西、拉威爾、格蘭傑、理查·施特勞斯以及斯特拉文斯基的愛戴。斯特拉文斯基的芭蕾舞劇《春之祭》就受到了他含有自由節奏以及音樂動機擴充的《第一鋼琴奏鳴曲》的影響。

## 外部連結
- 官方网站
- 西里爾·斯科特的作品  - 古騰堡計劃
- 互联网档案馆中西里爾·斯科特的作品或与之相关的作品
- 來自西里爾·斯科特的LibriVox公共領域有聲讀物